# Terra Boy
「Terra Boy」（テラ・ボーイ）は、SCANDALの8作目の配信限定シングル。2025年1月1日にColourful Records内のプライベートレーベル『her』から発売された。

## 概要
- 前作『ハイライトの中で僕らずっと』から約14か月を置いてのリリース。
- 表題曲「Terra Boy」は、3ヶ月連続配信でリリースされる3曲のうちの1曲目であり、3月には全3曲がミニアルバム『LOVE, SPARK, JOY!』としてリリースされる予定。

## 収録曲
1. Terra Boy
作詞・作曲：田中秀典　編曲：川口圭太